# Edmond Malinvaud
Pour les articles homonymes, voir Malinvaud.
Edmond Malinvaud, né le 25 avril 1923 à Limoges et mort le 7 mars 2015 à Paris,, est un économiste français de renommée mondiale, professeur au Collège de France et administrateur de l'INSEE.
Spécialisé en économétrie, il est le fondateur de la théorie du déséquilibre, qui est une tentative de justification microéconomique de la macroéconomie keynésienne.

## Biographie

### Jeunesse et études
Ancien élève de l'École polytechnique (Promotion X1942), puis de l'ENSAE, alors École d'application de l'INSEE, où il suit les cours de Maurice Allais. Il devient administrateur de l'Insee en 1946.
Son épouse Elisabeth est décédée en 2017 à 89 ans.

### Parcours professionnel
En 1950, bénéficiant d'une bourse de la Cowles Commission, il séjourne aux États-Unis avec Gérard Debreu, et s'y spécialise en comptabilité nationale et en économétrie. De retour à Paris, il est chargé, à la future ENSAE, des cours d'économétrie et d'histoire de la pensée économique.
Il est successivement directeur de l'ENSAE (1962-1966), directeur de la Prévision au ministère de l'Économie et des Finances (1972-1974), puis directeur général de l'Insee de 1974 à 1987.
Aux élections législatives de 1986, les statistiques du chômage font, comme souvent, l'objet de controverses. Pour en sortir, Philippe Séguin, ministre des Affaires sociales du gouvernement de cohabitation, demande à Edmond Malinvaud de se saisir de la question. Le « Rapport Malinvaud », qui recommande notamment l'usage du « taux de chômage » calculé selon les normes du BIT, en place des statistiques mensuelles des « demandes d'emploi non satisfaites » fait longtemps autorité.

### Parcours professoral
En 1957, il est nommé directeur d'études à l'École des hautes études en sciences sociales, poste qu'il conserve jusqu'à sa retraite.
Professeur au Collège de France de 1988 à 1993, Edmond Malinvaud y est titulaire de la chaire d'analyse économique. Il est le premier président de l'Académie pontificale des sciences sociales. Il est membre fondateur de l'Académie des technologies. Il reçoit en 1995 le doctorat honoris causa de HEC Paris.
La promotion 2007 de l'École nationale de la statistique et de l'administration économique (ENSAE) porte son nom.

## Travaux et apports
Il est l'auteur de nombreux travaux de recherche en économie mathématique, ainsi que de nombreux manuels :
- Dans le livre La croissance française (1972), Edmond Malinvaud, Jean-Jacques Carré et Paul Dubois démontrent que le progrès technique explique en grande partie la croissance des Trente Glorieuses.
- Il participe aux travaux sur la théorie de l'emploi et les politiques de lutte contre le chômage (controverse entre chômage classique et chômage keynésien). Ses travaux en compagnie d'autres économistes, dont Robert W. Clower, constituent une contribution importante à la théorie des équilibres non walrassiens à prix fixes (parfois appelée théorie du déséquilibre) .

## Publications
Edmond Malinvaud a écrit plus de 300 articles.

### Articles
- Capital Accumulation and Efficient Allocation of Ressources, Econometrica. Band 21, April 1953, p. 233-266.
- Aggregation Problems in Input-Output models. In: T. Barna (Hrsg.): The Structural Interdependence of the Economy. John Wiley, New York 1954, p. 188-202
- L'agrégation dans les modèles économiques, Cahiers du Séminaire d'économétrie. no 4, CNRS, Paris 1956, p. 69-146
- Programmes d'expansion et taux d'intérêt. In: Econometrica. Band 27, April 1959, p. 215-
- Decentralized procedures for planning. In: E. Malinvaud und M.O.L. Bacharach (Hg.): Activity analysis in the theory of growth and planning. MacMillan, London 1967, p. 170-208.
- Décisions en face de l'aléatoire et situation certaine approximativement équivalente. In: Cahiers du séminaire d'économétrie. Nr. 11, CNRS, Paris 1969, p. 37-50.
- First-order certainty equivalence. In: Econometrica. Band 37, Oktober 1969, p. 706-718.
- The consistency of nonlinear regression. In: The Annals of Mathematical Statistics. Band 41, no 3, Juni 1970, p. 959-969.
- The allocation of individual risks in large markets. In: Journal of Econometric Theory. Band 4, no 2, April 1972, p. 312-328.
- A planning approach to the public good problem. In: Swedish Journal of Economics. März 1971, p. 96-112.
- Croissance et accumulation en déséquilibre, Economica, Paris 1982, p. 287-302.
- La science économique aujourd'hui. In: Revue économique et sociale. janvier 1984
- Reflecting on the Theory of Capital and Growth. In: Oxford Economic Papers. Band 38, 1986, p. 367-85
- Capital productif, incertitudes et profitabilité, Annales d'économie et de statistiques. no 5, janvier-mars 1987
- The Challenge of Macroeconomic Understanding. In: Quarterly Review. Banca Nazionale del Lavoro. no 162, 1987, p. 219-38
- The ET Interview. Professor Edmond Malinvaud. In: Econometric Theory. Band 3, 1987, p. 273-95
- Propos de circonstances sur les orientations de la discipline économique. In: Annales - Économies, sociétés, civilisations. Nr. 1, 1990, p. 115-21
- A medium term employment equilibrum. In: W. Barnett et al. (hrsg.): Equilibrum Theory and Applications. Cambridge University Press, Cambridge 1991, p. 319-337.

### Ouvrages
- Initiation à la comptabilité nationale. Presses universitaires de France, Paris 1957
- Méthodes statistiques de l'économétrie. Dunod, Paris 1964
- Leçons de théorie micro-économique. Dunod, Paris 1969
- La croissance française, Seuil, 1972 (avec Jean-Jacques Carré et Paul Dubois)
- Méthodes statistiques de l'économétrie, Dunod, 1978,  (ISBN 2-04-010005-9)
- Réexamen de la théorie du chômage. Calmann Lévy, Paris 1980,  (ISBN 2-7021-0369-3)
- Profitability and unemployment. Cambridge University Press, Cambridge 1980,  (ISBN 0-521-22999-5)
- Théorie Macroéconomique. Dunod, Paris 1981 et 1982,  (ISBN 2-04-011446-7) und  (ISBN 2-04-015401-9)
- Essais sur la théorie du chômage. Calmann-Lévy, Paris 1983,  (ISBN 2-7021-1268-4)
- Mass Unemployment. Basil Biackwell, Oxford 1984,  (ISBN 0-631-13704-1)
- Sur les statistiques de l'emploi et du chômage. La Documentation française, Paris 1986,  (ISBN 2-11-001693-0)
- Voies de la recherche macroéconomique, Odile Jacob, 1991,  (ISBN 2-7381-0113-5)
- Équilibre général dans les économies de marché, Economica, 1993,  (ISBN 2-7178-2430-8)
- Diagnosing Unemployment. Cambridge University Press, Cambridge 1994,  (ISBN 0-521-44533-7)
- La fonction « statistique et études économiques » dans les services de l'État, Rapport au Premier ministre, La Documentation française, 1997,  (ISBN 2-11-003793-8)
- Leçons de théorie microéconomique, Dunod, 2005,  (ISBN 2-10-049241-1)